# 阿根廷宪法
阿根廷宪法（西班牙語：Constitución de la Nación Argentina），为阿根廷的最高法。1853年，制宪会议在圣菲举行，颁布了阿根廷第一部宪法，该法部分参考自美国宪法。阿根廷宪法历经1860, 1866, 1898, 1949, 1957年多次修订。现行宪法为1994年修订版。
阿根廷宪法中规定阿根廷实行联邦制。总统为国家元首兼政府首脑，并同时担任武装部队统帅。总统通过直选产生，任期为4年，可连任一次。
宪法的内容有一篇前言以及两段正文：
- 第一段正文分别为第一章（声明、权利和保证；第一条至第三十五条）和第二章（新保证和权力；第三十六条至第四十三条）
- 第二段正文则是讲述国家当局权力（第四十四条至第一百二十九条）

根据第七十五条第二十二款，以下国际人权条约和宣言与宪法具有同等地位：
- 美洲人权与义务宣言（西班牙语：Declaración Americana de los Derechos y Deberes del Hombre）
- 世界人权宣言
- 美洲人权公约（圣何塞协定）
- 经济、社会及文化权利国际公约
- 公民权利及政治权利国际公约
- 公民权利和政治权利国际公约第一任择议定书和公民权利和政治权利国际公约第二任择议定书
- 防止及惩治灭绝种族罪公约
- 消除一切形式种族歧视国际公约
- 消除对妇女一切形式歧视公约
- 聯合國禁止酷刑公約
- 兒童權利公約
- 美洲国家间关于人员强迫失踪的公约（西班牙语：Convención Interamericana sobre Desaparición Forzada de Personas）（1997年宪法地位）[1]
- 战争罪及危害人类罪不适用法定时效公约（西班牙语：Convención sobre la Imprescriptibilidad de los Crímenes de Guerra y de los Crímenes de Lesa Humanidad）（2003年获宪法地位）[2]
- 残疾人权利公约（2014年获得宪法地位）[3]

## 历史

### 1819年阿根廷宪法
在1816年，南美洲联合省在图库曼议会决定独立以后，开始制定宪法。在1817年，图库曼议会被转移到布宜诺斯艾利斯，并在1819年颁布宪法。可是这部宪法，因为其单一制的特征，并没有得到其他省份的认可。所以最后这部宪法没有得到其他的省份认可，导致一些省份的考迪罗“独立”出来与当时拉普拉塔河联合省最高主任开战。